# Lépine
Lépine è un comune francese di 296 abitanti situato nel dipartimento del Passo di Calais nella regione dell'Alta Francia.

## Storia

### Simboli
Nel 1531 apparve nel cielo di Lépine una cometa che suscitò forti timori negli abitanti del villaggio e delle parrocchie e dei paesi vicini, particolarmente superstiziosi. Per varie sere la gente si riunì in Place de Montreuil per pregare Dio affinché la sua ira, sotto forma di un drago volante che alcuni giuravano di aver visto, non si abbattesse sulla città.
Lo stemma è stato adottato dal comune nel 1996, e raffigura il drago leggendario su un campo verde dato che si diceva che il mostro si nascondesse, durante il giorno, nel bosco  della frazione di Puits-Bérault, e la cometa che altro non era che la cometa di Halley, passata infatti il 26 agosto 1531.

## Società

### Evoluzione demografica
Abitanti censiti